# Ida Ferenczy (Tischtennisspielerin)
Ida Ferenczy ist eine ungarische Tischtennisspielerin. Sie gewann bei der Weltmeisterschaft 1938 Silber im Doppel.

## Erfolge
Ida Ferenczy gewann fünf Titel bei nationalen ungarischen Meisterschaften:
- 1936 Mannschaftsmeister mit dem Verein Ferencvárosi Torna Club
- 1936 im Mixed mit László Bellák
- 1938 im Doppel mit Dóra Beregi
- 1946 im Doppel mit Gizella Farkas
- 1948 Mannschaftsmeister mit dem Verein Mezőkémia SE

1936, 1937 und 1938 nahm sie an den Weltmeisterschaften teil. Dabei erzielte sie 1938 in London den größten Erfolg, als sie im Doppel mit Dóra Beregi das Endspiel erreichte, das gegen Vlasta Depetrisová/Věra Votrubcová (TCH) verloren ging. Bei der gleichen WM kam sie noch im Mixed mit István Boros ins Viertelfinale.
1936 erreichte sie sowohl im Doppel (mit Magda Kiraly) als auch im Mixed (mit László Bellák) das Achtelfinale. Auch 1937 stand sie mit Dóra Beregi im Achtelfinale, mit István Boros sogar im Viertelfinale.
1938 heiratete sie einen Mann namens Rorgouyinova.